# 886
886 (DCCCLXXXVI) fue un año común comenzado en sábado del calendario juliano, en vigor en aquella fecha.

## Acontecimientos
- 4 de agosto - A la muerte de Muhammad I, su hijo Al-Mundir, sexto emir independiente de Córdoba.

## Fallecimientos
- 29 de agosto - Basilio I, emperador bizantino.
- Muhammad I, emir independiente de Córdoba.
- Bernardo III de Tolosa, conde de Tolosa (n. 841).
- Albumasar[1]